# Saint-Amand (ort i Belgien)
Saint-Amand är en ort i Belgien.   Den ligger i provinsen Hainaut och regionen Vallonien, i den centrala delen av landet, 40 km söder om huvudstaden Bryssel. Saint-Amand ligger 137 meter över havet och antalet invånare är 1 016.
Terrängen runt Saint-Amand är platt. Runt Saint-Amand är det tätbefolkat, med 709 invånare per kvadratkilometer.. Närmaste större samhälle är Charleroi, 12,9 km sydväst om Saint-Amand. 
Trakten runt Saint-Amand består till största delen av jordbruksmark.